# Каспийско море
Каспийско море (на руски: Каспи́йское мо́ре; на казахски: Каспий теңізі; на туркменски: Hazar deňzi; на персийски: دریای خزر – Daryâ-ye Xazar; на азербайджански: Xəzər dənizi) е най-големият безотточен басейн на Земята.
Солеността на водата се колебае от 11 – 13 ‰, в северозападната част до 0,05 ‰. Разположено е на надморска височина −28 m (по-ниско от нивото на Световния океан), нивото му през вековете е различно. Общата му площ възлиза на 371 000 km2 (442 000 km2 през 1930 г., 368 000 km2 през 1980 г.). В южната си част Каспийско море достига най-големите си дълбочини, като е отмерена рекордната за езерото 1025 m. Северните зони на Каспийския басейн са по-плитки, като средната дълбочина на водата там достига до 22 m.
Каспийско море е разположено между континентите Европа и Азия и граничи с 5 държави: Русия, Казахстан, Туркменистан, Иран, Азербайджан. В езерото се вливат реките Волга, Урал, Терек, Кура и др. Главни пристанища са Астрахан, Махачкала, Баку, Ленкоран, Актау.
В шелфа са открити големи залежи на нефт и природен газ. Развива се добив на риба и хайвер (най-вече есетрови риби).

## Етимология
Думата „Каспийско“ произлиза от името на каспийците, древен народ, живял на югозапад от морето. Страбон пише, че „в страната на албанците има и територия, наречена Каспийска, която е кръстена на каспийското племе, както и морето, но племето вече е изчезнало“. Освен това Каспийската порта, което е името на регион в иранската провинция Техеран, вероятно показва, че те са мигрирали на юг от морето. Името на иранския град Казвин има общ корен, а традиционното арабско име за самото море е Бахр ал-Казин (Казинско море).
В класическата древност гърците и персите го наричат Хиркански океан или Аркания, както се среща на птолемеевите карти. В Антична Персия, както и в съвременен Иран, морето е известно като Хазарско море, درياى خزر, Daryā-e Khazar; понякога е наричано и Мазандаранско море (персийски: دریای مازندران) в Иран. Древните арабски източници го наричат Baḥr Gīlān (بحر گیلان), което се превежда като Гилянско море.
При тюркските езици басейнът също се назовава с името Хазарско море. В Туркменистан името е Хазар денизи, в Азербайджан това е Хъзър дънизи, а в съвременния турски е Хазар денизи. Във всички тези случаи втората дума просто означава „море“, а първата дума се отнася до хазарите, които основават на север от Каспийско море Хазарския каганат (7 – 10 век). Изключение е Казахстан, където се нарича Каспий теңізі, Каспий тенизи (Каспийско море).
Старите руски източници го наричат „Хвалъйнско море или Хвалиско море“, (Хвалынское море / Хвалисское море). В съвременния руски език се нарича Каспийское море.

## Име
В държавите с излаз на Каспийско море го наричат съответно: Перс.دریای خزر Рус. Каспи́йское мо́ре, Азейб.Xəzər dənizi,Чеч. Каспий-хIорд, Авар. Хазар ралъад, Дарг. Каспила урхьу, Кум. Хазар денгиз, Лакск. Каспи хьхьири, Лезг. Каспи гьуьл, Рут.Kaspy der'ya, Туркм.Hazar deňzi, Каз. Каспий теңізі

## История

### Геоложко минало
Сходно на Черно море, Каспийско море е остатък от древното море Паратетис, съществувало в периода късна юра – ранен плиоцен. Преди около 5,5 милиона години Паратетис започва да пресъхва поради разместването на тектонни плочи, което води до драматичен спад в морското равнище. Възникването и оформянето на Каспийско море е тектонски обусловено. То е остатък от съществувалия преди 50 – 60 млн. г. океан Тетис. След образуването на планините от Алпо-Хималайската планинска система Тетис изчезва и се образуват няколко водни басейна, единият от които се простирал от днешните земи на Виена до планината Тяншан в Централна Азия. Той включвал котловините на днешните Черно, Азовско, Каспийско и Аралско море. Образувало се т.нар. Сарматско море, което нямало връзка със Световния океан и водата в него се опреснявала. Преди около 10 млн. г. се възстановява връзката на това море с океаните чрез протока Босфор. Морето обхващало днешните Капийско, Черно и Азовско и морета. Преди около 6 млн. години Черно и Каспийско море се разделят поради издигането на Кавказ. Преди 4 – 5 млн. години отново се образува връзка между двете морета. По същество Сарматското море продържава да съществува допреди 500 – 600 хил. г. След окончателното разделяте на Каспийско, Черно и Аралско морета, новообразуваните водни басейни постепенно оформят съвременните си граници.
Благодарение на съществения брой реки, които се вливат в Каспийско море, в северната част на басейна водата е сладка. Откъм иранския бряг тя е доста по-солена поради липсата на реки, които да доставят достатъчно сладка вода. В наши дни солеността на Каспийско море отговаря на 1/3 от солеността на Световния океан. Лагуната Кара Богаз Гол е най-соленият участък в Каспийско море.
Водното ниво на Каспийско море е по-ниско от това на Световния океан – около 28 m, като през вековете то непрекъснато се променя.
Специфично за Каспийско море е, че в миналото то е било доста по-голямо, като тенденцията е непрекъснато намаляване на площта му. Около 1930 година Каспийско море се разпростира на около 442 000 km², а към 1980 година площта му е намаляла до 368 000 km².

### Антропология и културна история
Находки в пещерата Хуто на южното крайбрежие на Каспийско море свидетелстват, че по тези места живеят хора от около 75 000 години. Първите споменавания на Каспийско море и племената по бреговете му се срещат при Херодот. Между 5 и 2 век пр.н.е. по крайбрежието живеят племената на саките. По-късно, в периода на разселване на прототюрките, в периода 4 – 5 век тук живеят талишите. Съгласно стари арменски и ирански ръкописи, русите плават по Каспийско море от 9 – 10 век.

### Изследвания
Изследванията на Каспийско море са започнати по времето на Петър Велики, когато по негова заповед през 1714 – 1715 г. е организирана експедиция под ръководството на Александър Бекович-Черкаски. През 1720-те години хидрографските изследвания са продължени от експедициите на Карл фон Верден и Ф. И. Соймонов, по-късно – от И. В. Токмачьов, М. И. Войнович и други изследователи. В началото на 19 век е проведено проучване на бреговете от И. Ф. Колодкин, а в средата на 19 в. – инструментално географско изследване под ръководството на Н. А. Ивашинцев. От 1866 г., в течение на над 50 години, се водят експедиционни изследвания по хидрология и хидробиология под ръководството на Н. М. Книпович. През 1897 г. е основана Астраханската научноизследователска станция. През първите десетилетия на съветската власт в Каспийско море активно се провеждат геоложките изследвания на И. М. Губкин и други съветски геолози, предимно в търсене на нефт, както и проучвания на водния баланс и колебанията на нивото на Каспийско море.

## География
Каспийско море е разположен между двете части на евразийския континент – Азия и Европа. Формата на морето леко наподобява латинската буква S, а дължината на Каспийско море от север на юг е около 1 200 km (36°34' – 47°13' N), от запад на изток – 195 – 435 km, средната за басейна е 310 – 320 km (46° -56° E).
Условно Каспийско море се дели на три отделни физико-географски части – Северна, Централна и Южна. Условната граница между Северно Каспийско море и Централно Каспийско море следва линията остров Чечен – нос Тюб-Караган, а тази между Централно и Южно Каспийско – линията остров Жилой – нос Ган-Гулу. Северно, Централно и Южно Каспийско море съставляват съответно 25%, 36% и 39% от общата площ на морето.
Северната част включва единствено Каспийския шелф, който е изключително плитък и средната му дълбочина не надминава 5 – 6 m. В посока Централно Каспийско драстично се увеличава и достига средна стойност от 190 m. Южната част е най-дълбока, с океански дълбини надхвърлящи 1 km. Средно и Южно Каспийско представляват съответно 33% и 66% от общия воден обем на басейна. През зимата северните участъци на морето обикновено замръзват, а през най-студените зими ледът достига дори на юг.

### Крайбрежие
Бреговата линия на Каспийско море е с дължина около 6 500 km и в по-голямата си част е слабо разчленена. Бреговете са ниски и лесно достъпни. Северното крайбрежие е прорязано от делтите на Волга и Урал, под чието влияние са се образували множество островчета и малки заливи, влизащи дълбоко в сушата. Бреговете тук са особено ниски, често заблатени и покрити с гъсти храсти. Източното крайбрежие е доминирано от варовиков бряг, който постепенно преминава в полупустиня. Западното крайбрежие на Каспийско море е най-силно разчленено, като тук се намира Апшеронския полуостров, на който е разположена азербайджанската столица Баку и който е най-големият в района на Каспийско море. Част от туркменистанското крайбрежие е лагуната Кара Богаз Гол, която с площ от 18 000 km² е една от най-големите в света.
По-значими полустрови:
- Аграхански полуостров
- Апшеронски полуостров
- Бузачи
- Мангъшлак
- Мианкале
- Тюб Караган

По-големи острови:
- Ашур Ада
- Гарасу
- Гум
- Даш
- Зира
- Зянбил
- Кюр Дашъ
- Хара Зира
- Огурджа
- Сенги-Муган
- Тюлени
- Тюленови острови
- Чечен
- Чъгъл

По-големи заливи:
- Аграхански
- Кизляр
- Мьортвий Култук
- Кайдак
- Мангъшлак
- Казахски
- Кендерли
- Тюркменбаши
- Тюркмен
- Гъзълагач
- Астрахански
- Гасан кули
- Гъзлар
- Гиркан
- Ензели

#### Кара Богаз Гол
На източното крайбрежие се намира соленото езеро Кара Богаз Гол, до 1980 г. представляващо залив-лагуна на Каспийско море, съединено с него чрез плитък пролив. През 1980 г. е построена дига, отделяща залива от морето, а през 1984 г. е построено хидротехническо съоръжение, след което нивото на Кара Богаз Гол спада с няколко метра. През 1992 г. проливът е възстановен и по него водата навлиза от Каспийско море в Кара Богаз Гол, където се изпарява. Ежегодно от Каспийско море в залива постъпват 8 – 10 km³ вода (по други данни – 25 km³) и около 15 млн. тона сол.

### Региони
Бреговете на Каспийско море се споделят от Азербайджан, Иран, Казахстан, Русия и Туркменистан. Езерото е разделено на три отделни региона: северен, среден и южен. Границите между отделните региони са доста отличителни. Северният включва само каспийския шелф и е много плитък, съдържа по-малко от 1% от общия обем вода на езерото и е със средна дълбочина от 5 – 6 m. При приближаването към средния регион, дълбочината на водата значително се увеличава и средната вече е 190 m. Най-дълбок е южният регион с направо океански дълбочини от над 1000 m. Средният и южният регион обхващат съответно 33 и 66% от общата водна маса на огромното езеро. Северната част на Каспийско море обикновено замръзва през зимата, а в най-студените зими лед се образува и по южния регион.

## Физиография

### Площ, дълбочина, обем
Площта и обемът на водите на Каспийско море значително се изменят в зависимост от колебанията на морското равнище. При ниво на водата от −26,75 m, площта е около 371 000 km², а обемът – 78 648 km³,. което е около 44% от световните запаси на езерни води. Максималната дълбочина на Каспийско море е в Южнокаспийската падина, на 1 025 m под морското равнище. По максимална дълбочина Каспийско море отстъпва само на езерата Байкал (1 620 m) и Танганика (1 435 m). Средната дълбочина на Каспийско море, измерена по батиграфическа крива, е 208 m. В същото време северната част на морето е плитководна, с максимална дълбочина, непревишаваща 25 m и средна дълбочина от 4 m.

### Колебания на морското равнище
Морското равнище в Каспийско море е подложено на значителни колебания. По данни на съвременната наука, в течение на последните три хиляди години измененията в нивото на Каспийско море достигат 15 m. По археологически данни и писмени източници в началото на 14 век е фиксирано най-високото ниво на Каспийско море. Инструменталното измерване на равнището на Каспийско море и систематичните наблюдения на колебанията му се водят от 1837 г., като за това време най-високото морско равнище е регистрирано през 1882 г. (−25,2 m), а най-ниското – през 1977 г. (−29 m). От 1978 г. нивото се повишава и през 1995 г. достига отметка −26,7 m, а от 1996 г. отново се наблюдава тенденция към понижение. Учените свързват причините за изменението на равнището на Каспийско море с климатични, геоложки и антропогенни фактори. През 2001 г. нивото на морето отново започва да се повишава и достига до отметка −26,3 m.

### Температура на водата
Температурата на водата е подложена на значителни изменения, най-ясно изразени през зимния период, когато температурата варира от 0 – 0,5 °C на края на леда в северната част на морето до 10 – 11 °C на юг, което означава, че разликата в температурата на водата е около 10 °C. За плитководните райони с дълбочина по-малко от 25 m амплитудата е 25 – 26 °C. Средната температура на водите край западния бряг е с 1 – 2 °C по-висока от тази на източния, а в открито море температурата на морската вода е по-висока от тази край бреговете с 2 – 4 °C.
По своя характер хоризонталната структура на температурата по време на годишния променлив цикъл може да бъде разделена на три времеви периоди в горния двуметров слой. От октомври до март температурата на водата се увеличава на юг и на изток, което е особено видно в средната част на Каспийско море. Различават се две стабилни зони, където температурните градиенти са повишени. Това е на първо място границата между северната и средната част на Каспийско море и на второ – тази между централната и южната. На края на леда, в северната фронтална зона, температурата през февруари и март се увеличава с 0 – 5 °C, в южната фронтална зона, в района на Апшеронския праг – със 7 – 10 °C.
През април-май областта с минимална температура на водата се придвижва в средната част на Каспийско море, което е свързано с по-бързото затопляне на плитките води в северната част на морето. Наистина в началото на сезона в северната част на морето голямо количество топлина се губи при топенето на ледовете, но през май покачването на температурата тук е до 16 – 17 °C. В средната част температурата по това време е 13 – 15 °С, а на юг се повишава до 17 – 18 °С. Пролетното затопляне на водите изравнява хоризонтални градиенти и разликата в температурата в крайбрежните райони и открито море не надвишава 0,5 °C. Затоплянето на повърхностния слой, започващо през март, нарушава разпределението на температурата в дълбочина.
В периода юни-септември се наблюдава хоризонтална еднаквост в разпределението на температурите на повърхностния слой. През август, който е месец на максимално затопляне, общата температура на морската вода е 24 – 26 °С, а в южните райони се увеличава до 28 °С. През август температурата на водата в плитките заливи, например в Красноводския залив, може да достигне 32 °C.
Основната особеност на температурата на водата по това време е издигането. То се наблюдава всяка година по протежение на източното крайбрежие в средната част на Каспийско море и частично прониква в южно Каспийско море. Изкачването на студените води от дълбочина се случва с различна скорост в резултата на въздействието на преобладаващите през летния сезон северозападни ветрове. Преобладаващата посока на тези ветрове предизвиква отлива на топлите повърхностни води от бреговете и издигането на по-студени води от междинните слоеве. Началото на процеса започва през юни, но достига своя най-голям интензитет в периода юли-август. В резултат на това на повърхността на водата се наблюдава понижение на температурата от 7 до 15 °С. Хоризонталните температурни градиенти достигат 2,3 °С на повърхността и 4,2 °С на дълбочина от 20 m. Центърът на процеса постепенно се измества от 41 – 42° северна ширина през юни до 43 – 45° северна ширина през септември. Лятното издигане на студени води е от голямо значение за района на Каспийско море, изменяйки динамичните процеси в дълбоководните райони.
В откритите райони на морето в края на май – началото на юни формирането на слой с рязка температурна промяна, което е най-силно изразено през август. Той се наблюдава преди всичко между нивата от 20 и 30 m в средата на морето и 30 и 40 m в южната му част. Вертикалният температурен градиент в този слой е значителен и може да достигне няколко градуса на метър. В средната част на Каспийско море, в резултат на изтласкването му от източното крайбрежие, слоят на температурен скок се издига близо до повърхността.
Тъй като в Каспийско море отсъства стабилен бароклиничен слой с голям запас на потенциална енергия, подобен на главния термоклин в Световния океан, то след прекратяването на преобладаващите ветрове, които причиняват процеса на издигане, и с началото на есенно-зимната конвекция през октомври-ноември, се стига до рязко изменение на температурата към зимен режим. В открито море температурата на водата в повърхностния слой се понижава в средната част до 12 – 13 °С, а на юг до 16 – 17 °C. Във вертикална структура поради конвекцията слоят на температурен скок постепенно се размива и в края на ноември изчезва.

### Състав на водата
Солеността на водите на затвореното Каспийско море се различава от океанската. Съществуват значителни разлики в съотношението на концентрацията на солеобразуващи йони, особено в районите, намиращи се под непосредственото влияние на континенталния отток. Процесът на метаморфизация на морската вода под влиянието на континенталния отток води до намаляване на съдържанието на хлориди в общото количество морски соли във водата и увеличаването на относителното количество карбонати, сулфати и калций, които са основните компоненти в химичния състав на речните води.
В Каспийско море съдържанието на калциеви и магнезиеви катиони е почти два пъти по-високо от това в Азовско море, а на сулфатни аниони – три пъти.
Солеността на водите се променя особено драстично в северната част на морето: от 0,1 PSU в местата на вливане на реките Волга и Урал до 10 – 11 PSU на границата на средната част на Каспийско море. Минерализацията в плитките солени заливи може да достигне 60 – 100 g/kg. В северната част на морето, през целия период без лед (от април до ноември) се наблюдава широк солен фронт. Най-голямото опресняване на водите, свързано с разпространението на речния отток във водите на морето, се наблюдава през юни.

### Релеф на дъното
Релефът на дъното в северната част на Каспийско море е плитководна хълмиста равнина с банки и акумулативни острови. Средната дълбочина тук е 4 – 8 m, максималната не превишава 25 m. Мангишлакският праг отделя Северно Каспийско море от Средно. В средната си част, морето е достатъчно дълбоководно – дълбочината на водата в Дербентската падина достига 788 m. Апшеронският праг разделя Средно от Южно Каспийско море. Южната част се счита за дълбоководна, дълбочината в Южнокаспийската падина достига 1 025 m под повърхността на морето. На каспийския шелф са разпространени черупкови пясъци; дълбоководни райони, покрити с тинести утайки, а на някои участъци се показва открита скала.

### Климат
Климатът на Каспийско море е континентален в северната част, умерен в средната и субтропичен в южната. През зимния период средномесечната температура на въздуха се изменя от −8…−10 °С в северната част до +8…+10 °С в южната, през летния период – съответно от +24…+25 °С до +26…+27 °С. Максималната температура от +44 °С е фиксирана на източното крайбрежие.
Средногодишното количество на валежите е 200 mm, от 90 – 100 mm в сухата източна част до 1 700 mm на югозападното субтропично крайбрежие. Изпарението на водата от повърхността на Каспийско море е около 1 000 mm на година, като най-интензивното изпарение е в района на Апшеронския полуостров и в източната част на Южно Каспийско море – до 1 400 mm на година.
Средногодишната скорост на вятъра е 3 – 7 m/s, а в розата на ветровете преобладават северните. През есенните и зимни месеци ветровете се усилват, скоростта на ветровете нерядко достига 35 – 40 m/s. Най-ветровитите територии са Апшеронския полуостров, покрайнините на Махачкала и Дербент, като там е измерена най-високата вълна с височина 11 m.

### Течения
Циркулацията на водите в Каспийско море е свързана с водния отток и ветровете. Тъй като по-голямата част от оттока на реките е в северната част на морето, преобладават северните течения. Интензивното северно течение пренася води от Северно Каспийско море покрай западното крайбрежие до Апшеронския полуостров, където течениета се разделя на две, едното от които се придвижва по-нататък покрай западния бряг, а другото преминава към източната част.

## Флора и фауна
Животинският свят на Каспийско море е представен от 1 809 вида, от които 415 са гръбначни. В Каспийско море са регистрирани 101 вида риби, като в него е съсредоточена по-голямата част от световните запаси от есетрова риба. В морето се срещат и сладководни риби като вобла, сазан, зандер. Каспийско море е среда на такива риби като шаран, кефал, цаца, кутум, платика, сьомга, костур, щука. В Каспийско море се среща и морско млекопитаещо – каспийският тюлен. Каспийският тюлен е един от малкото видове тюлени, които обитават закрити басейни. Друг такъв вид тюлен е този, живеещ на езерото Байкал. Каспийско море е дало името си и на някои видове птици, като например каспийската чайка и каспийската рибарка. Съществуват няколко видове и подвидове ендемични за Каспийско море риби – т.нар. „kutum“ (позната още като каспийската бяла риба), Каспийската морска херинга, каспийската хлебарка, каспийската „сьомга“ (която всъщност е подвид на пъстървата). В последно време сериозно застрашена от пълно изчезване е каспийската „сьомга“.
Каспийско море изобилства от есетри, които снасят яйцата си в езерото, и които яйца, от своя страна, се превръщат в хайвер. Прекомерният риболов в областта е допринесъл за изчерпването на риба тон и много други видове. В последно време свръхриболовът застрашава популацията и на есетрите, и то до такава степен, че еколозите се застъпват за пълна забрана на улова им, поне докато видът на есетрите се възстанови. Но, въпреки всички тези намерения, и тъй като цената на есетровия хайвер е много висока, рибарите успяват да подкупят властите в повечето райони и да си гарантират свободен риболов безпроблемно. Прибирането на хайвера допълнително застрашава останалите рибни запаси, тъй като засяга репродуктивните женски. Каспийско море, заедно с Черно море, е дом и на местната мида „зебра“, която бе получена като случайна кръстоска, но скоро се превърна в инвазивен вид в много страни. Местният шаран обитава както Каспийско море, така и Черно и Аралско море. Подобно на мидата „зебра“ той също се превърна в инвазивен вид.
Растителният свят на Каспийско море и неговото крайбрежие е представен от 728 вида. От растенията в Каспийско море преобладават водораслите – синьозелени, диатомови, червени, кафяви и други, от цъфтящите – морска трева и руп. По своя произход флората се отнася главно към неогена, макар че някои растения са привнесени в района на Каспийско море от хората съзнателно или по дъната на кораби.

## Пресъхване на Каспийско море
Каспийско море се превръща в езеро преди около 5,5 милиона години в резултат на тектонично издигане и спад на морското равнище и оттогава водният басейн е пресъхнал, а след това отново се е пълнил, понякога достигайки до долното Поволжие.
Но през последните две десетилетия в резултат на повишаващите се температури Каспийско море бавно се изпарява, показва ново проучване. публикувано в Geophysical Research Letters, дневник на американския геофизичен съюз.
Според анализа, воден от изследователи от Университета на Тексас в Остин, Каспийско море спада с 6,72 см всяка година от 1996 г. насам.
Ако понижението на нивото продължи, езерото скоро ще спадне под своя исторически минимум, поставен през 1977 г. (29 м под морското равнище). Тогава водата в Каспийско море започна да се издига отново. През последните 20 години Каспийско море е станало с 1.4 метра по-малко. За това е виновно глобалното затопляне, според геофизици от Русия, САЩ, Франция и Азербайджан, създали климатичен модел на промените на нивото на Каспийско море. Ако тенденцията продължи, до края на XXI век Каспийско море ще пресъхне.
Водното ниво на Каспийско море се променя силно през последните 3000 години, то се издига и пада в границите на цели 15 метра. Тъй като Каспийско море е безотточен басейн, нивото на водата в него зависи само от три главни фактора: количеството на валежите, скоростта на изпарение и речния приток. Моделът, отчитайки тези параметри, може да предскаже доста успешно реалните стойности на нивото на водата в Каспийско море през следващите 37 години – до 1995 година повишаващи се, а след това – понижаващи се. Учените използват данни от сателита GRACE, който стартира през 2002 г. за измерване на гравитационното поле на Земята, и данните на четири наземни станции.
Учените свързват засушаването на Каспийско море с ръста на средната годишна температура в района на езерото – през последните 20 години тя се е повишила с цял градус.
Изследователите не са си поставили за задача да направят точна прогноза, но въпреки това климатичните модели показват доста плашещи резултати – ако глобалното затопляне не спре през следващите 75 години от плитката северна част на Каспийско море няма да остане нищо.

## Международен статут
Международният статут на Каспийско море все още не е решен окончателно. Още през 1992 г. е създадена Общността за сътрудничество на каспийските държави, в която влизат всички крайбрежни държави. Основните цели на тази общност са договореното използване на морето и опазването му. Дали то е езеро или всъщност море има огромно значение според международните спогодби.
Ако Каспийско море е всъщност море, то тогава страните, които граничат с него, трябва да издават огромен брой разрешителни за плаване на чуждестранни кораби. Ако ли Каспийско море е на практика езеро, то тогава Русия, Казахстан, Туркменистан, Иран, Азербайджан не са длъжни да дават разрешение за достъп на чуждестранни плавателни съдове или компании, които се занимават с добив на енергийни ресурси.
Преди създаването на Каспийската общност съществуват само два договора от 1921 и 1940 г. между Иран и Съветския съюз, чрез които се регулират корабоплаването и риболовът. В договорите Каспийско море е определено като вътрешни води, над които двете държави имат съвместното право на използване. След разпадането на Съветския съюз и появата на Азербайджан, Туркменистан, Казахстан и формирането на Руската федерация всички договорки за Каспийско море губят валидността си. Трите новосъздадени държави гледат на споразуменията между Русия и Иран като съществена пречка и изискват международния статут на морето да бъде преразгледан и те да получат пълноправен контрол над него и равен достъп до ресурсите му, в частност нефтените залежи.
Статутът езеро на Каспийско море изисква подялбата на територията му на пет части, които се изчисляват в зависимост на крайбрежната ивица на всичките пет държави. Именно това до голяма степен би ощетило някои от по-големите страни, което поражда и несекващите спорове между тях.
Русия и Иран подкрепят идеята всички ресурси в Каспийско море да бъдат разпределени по равно. Ако обаче влезе в сила одобреното през 1994 г. Международно морско право, то тогава всяка държава ще има право да експлоатира само прилежащите към територията ѝ води и няма да бъде задължена да споделя всякакви потенциални печалби. Азербайджан, Казахстан и Туркменистан имат подкрепата на повечето Западни страни и на петролните компании, които предпочитат Иран и Русия да останат настрани от подялбата на морските ресурси. Неразбирателствата между трите държави, сформирани след 1990 г., допълнително затрудняват и без това мудните преговори за статута на Каспийско море. Няма изгледи този въпрос скоро да бъде разрешен.

### Рамкова конвенция за защита на морската среда в Каспийско море
На 4 ноември 2003 г. в Техеран (Иран) представители на пет прикаспийски страни: Азербайджанската република, Ислямска република Иран, Република Казахстан, Руската федерация и Туркменистан, подписват Рамковата конвенция за защита на морската среда в Каспийско море. Целите на конвенцията са „защита на морската среда на Каспийско море от замърсяване, включително защита, запазване, възстановяване, устойчиво и рационално използване на биологическите му ресурси.“. Конвенцията влиза в сила на 12 август 2006 г.

### Конвенция за правния статут на Каспийско море
На 12 август 2018 г. в казахстанския град Актау, лидерите на държавите, разположени около Каспийско море, подписват „Конвенция за правния статут на Каспийско море“. Според нея всяка държава получава юрисдикция върху 15 морски мили навътре от брега и риболовни права върху още 10 мили. Конвенцията определя по-подробно правния статут от Рамковата конвенция за защита на морската среда, подписана през 2003 г. и позволява проучване и добив на нефт и газ и изграждане на транс-каспийска нефтена и газовата преносна инфраструктура.

## Реки
В Каспийско море се вливат 130 реки, като от тях девет имат устие във формата на делта. Най-големите реки, вливащи се в Каспийско море, са Волга, Терек, Сулак, Самур (Русия), Урал, Емба (Казахстан), Кура (Азербайджан), Атрек (Туркменистан) и други. Най-голямата река е Волга – нейният средногодишен отток е 215 – 224 km². Волга, Урал, Терек, Сулак и Емба формират до 88 – 90% от годишния отток в Каспийско море. Река Волга е най-дългата в Европа. Тя преминава през 20% от площта на континента и е източник на над 80% от сладководния приток на Каспийско море. Долните течения на реката не се регулират и в тях се изливат много химични и биологични отпадъци. Въпреки че съществуващите данни са оскъдни и са със съмнително качество, има достатъчно доказателства, които показват, че Волга е един от основните източници на трансграничните замърсители на Каспийско море. Степента на извличане на изкопаемите горива и транспортната дейност, свързана с тях, също представляват рискове за качеството на водата, за флората и фауната в нея.

### Река Волга
Волга е река, която тече на територията на Руската федерация, частично пресича Казахстан. Тя принадлежи към категорията на най-големите и най-дългите реки на Земята. Общата дължина на Волга е повече от 3500 км. Реката произхожда от село Volgoverkhovye на област Tver, разположено на Валдайската равнина. След това тя продължава да се движи през територията на Руската федерация.
Река Волга се влива в Каспийско море, но неима директен излаз на Световния океан, така че се нарича вътрешна канализация. Водният терен получава около 200 притока и има над 150 хил. Водостоци. Днес резервоарите са построени на реката, което прави възможно регулирането на потока, така че нивото на водата да се колебае рязко.
Риболовът на реката е разнообразен. В района на Волга преобладават отглеждането на пъпеши: полетата са заети от зърнени култури и технически култури; изпечена сол се извлича. Находища на нефт и газ са открити в района на Урал. Волга е най-голямата река, която се влива в Каспийско море, поради което е от голямо значение за Русия. Основната транспортна структура, която позволява преминаването на този поток, е президентският мост. Това е най-дългият мост в Русия.

### Река Урал
Урал, както и река Волга, текат на териториятадве държави – Казахстан и Руската федерация. Историческото име е Яик. То произхожда от Башкортостан на върха на хълма Уралтау. Река Урал се влива в Каспийско море. Неговият басейн е шести по големина в Русия, а площта е над 230 квадратни метра. км. Интересен факт: Уралската река, в противоречие с общоприетото убеждение, се отнася до вътрешната европейска река, а само горната ѝ част в Русия се отнася до Азия.
Устието на водния поток постепенно става плитък. В този момент реката е разделена на няколко клона. Тази характеристика е характерна за цялата дължина на речното корито. По време на наводненията може да се види как Урал се появяват от бреговете си по принцип като много други реки на Русия, които се вливат в Каспийско море. Особено се наблюдава в места с плитка крайбрежна линия. Наводненията се извършват на разстояние до 7 метра от канала.

### Река Терек
Терек е реката на Северен Кавказ. Името е буквално преведено от тюркски като „топола“. Терекът изтича от ледника на планината Зига-Кох, разположен в Трушовския пролом на кавказкия район. Речното корито преминава през земите на много държави: Северна Осетия, Грузия, Ставрополска територия, Кабардино-Балкария, Дагестан и Чеченската република. Тя се влива в Каспийско море и Архангелския залив. Дължината на реката е малко над 600 км, а площта на басейна е около 43 хиляди квадратни метра. км. Интересен факт е, че на всеки 60 – 70 години потокът образува нов транзитен ръкав, старият в същото време губи силата си и изчезва.
Терек, както и други реки, вливащи се в Каспийско мореморето, се използва широко за посрещане на човешките икономически потребности: се използва за напояване на сухи територии на съседни низини. Също така на водния поток са няколко ВЕЦ, чиято годишна продукция е над 200 милиона kWh. В близко бъдеще се предвижда да бъдат пуснати нови допълнителни станции.

### Река Сулак
Сулак е река, свързваща потоците Avarskoe Koisu иАнди Коис. Той тече на територията на Дагестан. Началото започва в главния каньон на Сулак и завършва във водите на Каспийско море. Основната цел на реката е водоснабдяването в два града на Дагестан – Махачкала и Каспийски. Също така няколко водноелектрически централи вече са разположени на реката, планирани са нови, за да се увеличи генерираният капацитет.

### Река Самур
Река Самур е втората по големина рекав Дагестан. Буквално името от Индо-Арий се превежда като „изобилие от вода“. Тя започва в подножието на връх Хътън; Във водите на Каспийско море се излива в два ръкава – Самур и Мали Самур. Общата дължина на реката е малко над 200 км.
Всички реки, вливащи се в Каспийско море, иматголямо значение за териториите, които текат. Самур не е изключение. Основната тежест на реката е напояването на земята и осигуряването на питейна вода на жителите на близките градове. Това е причината за това, че са построени водноелектрическа централа и множество съоръжения за водоподаване на канала Самур-Дивишински.
В началото на ХХ век (2010 г.), Русия и Азербайджанподписаха междудържавно споразумение, изискващо от двете страни да използват рационално ресурсите на река Самур. Същото споразумение направи териториални промени между тези страни. Границата на двете държави е преместена в средата на водноелектрическия комплекс.

### Река Кура
Кура навлиза на земята едновременно в три държави: Турция, Грузия, Азербайджан. Дължината на потока е повече от 1000 км, общата площ на басейна е около 200 хиляди квадратни метра. км. Част от басейна се намира на територията на Армения и Иран. Източникът на реката е в турската провинция Карс и се влива във водите на Каспийско море. Пътят на реката е трънлив, положен сред пукнатините и проломите, за които получава името си, което в превод от Мегрелиан означава „гнау“, т.е. Кура – реката, която „се гуши“ сред планините.
Той играе важна роля в решаването на икономическите нужди на жителите на тези градове са в областта на рибарството, водноелектрически централи се намират, и основани на язовира на река Mingechevir вода е един от най-важните сладководни резерви в Азербайджан. За съжаление, екологичното състояние на потока оставя много да се желае: нивото на вредните вещества надвишава няколко пъти границите на допустимите норми.

### Река Атрек
Атрек е река, разположена на територията на Иран и Туркменистан. То произхожда от планината Туркменистан-Харасан. Поради активното използване на икономическите нужди за напояване, реката е станала по-плитка. По тази причина достига Каспийско море само през периода на наводнение.

### Река Сефидруд
Сефидруд е голяма река в Иран. Първоначално се образува от сливането на два водни потока – Kyzyluzen и Shahrud. Сега тече от резервоара Шабанау и се влива в дълбините на Каспийско море. Общата дължина на реката е над 700 км. Създаването на резервоар се превърна в необходимост. Тя даде възможност да се сведат до минимум рисковете от наводнения, като по този начин се осигури градът, разположен в делтата на реката. Водата се използва за напояване на земи с обща площ над 200 хиляди хектара земя.

## Икономика

### Добив на нефт и газ
Каспийско море е едно от най-големите находища за добив на нефт и газ, които имат органичен произход. Още от времето на Александър Македонски районът е известен като източник за направата на знаменития гръцки огън. В Каспийско море се разработват много находища на нефт и природен газ. Доказаните ресурси на нефт в Каспийском море са около 10 милиарда тона, а общите ресурси на нефт и газокондензати се оценят на 18 – 20 милиарда тона. Нефтодобивът в Каспийско море започва през 1820 г., когато на Апшеронския шелф, близо до Баку, е пробит първият петролен кладенец. През втората половина на 19 век на Апшеронския полуостров започва производството на петрол в търговски количества, а след това – и на други територии. През 1949 г. край Нефтяние Камни за първи път започва да се добива нефт от дъното на Каспийско море. На 24 август същата година бригадата на Михаил Каверочкин започва сондаж на кладенец, който на 7 ноември същата година дава дългоочаквания нефт. .
Голям интерес за посетителите на Каспийските държави представляват нефтените добивни станции, които се издигат над морето върху платформи. Повече от 30 – 40 метрови стоманени пирамиди и кули, свързани помежду си с платформи, са издигнати над морската повърхност в град Баку, а под тях се крие нефтеното находище, от което се добива суровината със световно значение.
Освен добива на нефт и газ, по бреговете и шелфа на Каспийско море се добиват сол, варовик и камъни, пясък и глина.

### Корабоплаване
Каспийско море има развито корабоплаване. По него действат фериботни връзки, най-вече Баку – Туркменбаши, Баку – Актау и Махачкала – Актау. Каспийско море има плавателна връзка с Азовско море през река Волга, Дон и Волго-Донския канал.

### Риболов и добив на морски продукти
Извършва се интензивен риболов (есетрови, лещ, сазан, судак, килка]]), добива се хайвер. Каспийско море дава повече от 90% от световния улов на есетрови риби. Освен промишленото производство, в Каспийско море процъфтява незаконния улов на есетра и добив на хайвера ѝ.

## Население
Населени места:
- Азербайджан
  - Астара
  - Аврора
  - Баку
  - Банки
  - Гобустан
  - Кала
  - Худат
  - Хачмаз
  - Ленкоран
  - Набран
  - Нефт Дашларъ
  - Сумкаит

- Иран
  - Али Абад
  - Амол
  - Астанех-е Ашрафиех
  - Астара
  - Бабул
  - Баболсар
  - Бандер-е Анзали
  - Бандар-е-газ
  - Бандар Торкаман
  - Бехшахр
  - Чалус
  - Фендереск
  - Гаем Шахр
  - Гонбад-е Кавус
  - Горган
  - Джойбар
  - Кордкю
  - Лахиджан
  - Лангруд
  - Махмуд Абад
  - Нека
  - Ноушахр
  - Нур
  - Рамсар
  - Рещ
  - Рудбар
  - Рудаср
  - Сари
  - Тонекабон
- Казахстан
  - Атърау
  - Актау
- Русия
  - Астрахан
  - Дербент
  - Махачкала
- Туркменистан
  - Туркменбаши
  - Хазар
  - Есенгули
  - Гарабогаз

## Туризъм
Бреговата линия на Каспийско море позволява осъществяване на морски туризъм за всички крайбрежни държави – Иран, Русия, Казахстан, Азърбайджан и Туркменистан. Природната среда на Каспийското крайбрежие с пясъчните си плажове, минерални води и лечебна кал в крайбрежната зона създава добри условия за летен отдих и лечение. Каспийските курорти са подходящи за туризъм и през зимата. Курорти в близост до планината Алборз в Иран са подходящи за ски и планински туризъм. В същото време, по степен на развитост на курортите и туристическата индустрия, каспийското крайбрежие значително отстъпва на други. Високите цени, ниското качество на обслужването и отсъствието на реклама като цяло водят до липсата на чуждестранни туристи на каспийските курорти. Развитието на туристическата индустрия в Туркменистан е затруднено от продължителната политика на изолация, а в Иран – от законите на шериата, поради които масов отдих на чуждестранни туристи на каспийското крайбрежие на Иран е трудно осъществим. Все пак туристическата индустрия по бреговете на Азербайджан, Иран, Туркменистан и руския Дагестан се развива доста активно.
В СССР Дагестан е бил предпочитана дестинация за туризъм на Каспийско море, но поради гражданските размирици в последните години, броят на туристите рязко намалява. След подписването на Конвенцията за правния статут на Каспийско море през 2018, Русия планира да развива туризма за своя дял от Каспийско море. Според предварителните оценки на Русия, курортите на Каспийско море ще могат да приемат около един милион туристи, ако бъде изградена модерна туристическа инфраструктура.
В Азербайджан активно се развива курортна зона в района на Баку. През първото десетилетие на 21 век в Амбуран е създаден курорт от световно ниво, а друг туристически комплекс се строи в района на селището Нардаран. С голяма популярност се ползват местата за отдих в санаториумите в Билгях и Загулба. Развива се курортна зона в Набрани, в северната част на Азербайджан. Дългите пясъчни плажове на Туркменистан или Северен Иран са традиционно популярни както сред чуждестранните туристи, така и сред местните жители. В Иран столицата е много по-близо до Каспийско, отколкото до Индийския океан, а плажовете на Бабол Сар отдавна са посещавани от жителите на Техеран.

### Курорти в Русия на Каспийско море
На територията на Руската федерация има няколко курортни градове, разположени на брега на Каспийско море: Макачкала, Каспийск, Лаган, Дагестан, Огни и Узбербаш. Край бреговете и разположен и най-южният град на Русия, Дербент, който е популярен не само като морски куророрт, а също и заради неговата древна история и археологическа стойност, тъй като е считан за най-стария град в Русия.
На територията на Макачкала, столицата на Дагестан, има центрове за отдих и санаториуми, предназначени за различен контингент от туристи. Най-популярен и голям е „Каспийски“, с капацитет около седемстотин души. Санаториумът се намира на 45 km от града. Предимствата му са лек топъл климат, чист въздух, плажове с черупки, добре оборудвани и непосредствена близост до минерални и термални води. За пристанищен град на Каспийско море се счита и Астрахан, въпреки че не се намира на самия бряг, а в делтата на Волга, на 60 km от северното крайбрежие на Каспийско море. Този град е много популярен сред туристи, които обичат риболова, къпането във водата и спокойна, умерена атмосфера.

### Курорти в Казахстан на Каспийско море
Казахстан също има свои собствени курорти на брега на Каспийско море и те не са по-малко популярни от руските.
Известният комплекс „Шагал“, който се намира на територията на Актау, приема посетители за лечение на стомашно-чревен тракт, подобряване на дихателната система и опорно-двигателния апарат. Комплексът предоставя на почиващите не само медицинските процедури, а и условия за почивка и забавления, като например развлекателен център, ролкови кънки, казина и екскурзии до местни атракции. Друг популярен комплекс е спортният център „Стигъл“, който предоставя развлекателни дейнсокти като боулинг, тенис, баскетбол, мини футбол и билярд, също и спа център и зали за масаж. Комплекс „Кендерли“, разположен на 210 км от Актау също предоставя условия за отдих и спорт .

### Курорти в Азербайджан на Каспийско море
Туризмът е една от основните области на не-петролния сектор на азербайджанската икономика и развитието му е един от приоритетите на правителството на Азербайджан. Географските характеристики на Азербайджан позволяват осъществяването на различни видове туризъм, но крайбрежният отдих на Каспийско море е най-добре развит. Бреговата линия на Азербайджан с Каспийско море е дълга 713 km, а през лятото температурата на водата в Азербайджан е от +22 до + 26 ⁰С. Планинските плажове и топлата лечебна морска вода, съчетана със сравнително високи температури в средата на лятото и развитата инфраструктура е характерна за повечето от курортните градове в Азербайджан. Добрите условия за почивка на плажа, атракции, комфортни условия на живот и достъпните цени привличат туристите, в сезона от май до септември. В последните години страната привлича множество чуждестранни туристи, основно от Русия, а двете страни увеличават съвместните усилия за развитие на морския туризъм в Каспийско море.
Баку, като столица и най-голям пристанищен град на Каспийско море привлича голяма част от туристите в страната. Градът е начална точка за круизни обиколки в Каспийско море. В последните десетилетия градът се модернизира бързо, като съчетанието на местоположението на брега на Каспийско море и наличието на древни паметници го превръщат в привлекателна дестинация за туризъм. Крайморският парк в столицата Баку е истински рай със сенчести кафенета и пейки, както и с яхтения клуб, също разположен там. Паркът е известен като Булевардът, дължината му е 5 km и се планира да бъде удължен. Други големи азербайджански прикаспийски градове са Сумгаит, в близост до столицата и Ленкоран – недалече от южната граница на Азербайджан. На югоизток от Абшеронския полуостров е разположено селището на нефтоработниците – Нефтяние Камни, чиито съоръжения са издигнати на изкуствени острови, естакади и технологични площадки.

### Курорти в Туркменистан на Каспийско море
Туристите, които решават да посетят туркменските курорти, трябва да обърнат внимание на крайбрежните градове като Бегдаш, Кулимайк, Туркменбаши, Челекен, Окарем или Енгенюли.
На северния бряг на Красноводския залив се намира туркменският град Туркменбаши, бивш Красноводск. Също тук е и най-големият курорт на територията на Туркменистан, Аваза, който е открит през 2009 година в Туркменистан, за който правителството е заделило 1 млрд. долара (1.3 млрд. евро) за осъществяване на проекта, докато чуждестранни компании, сред които са руската Итера (Itera) и френската (Bouygues), заделят 4 млрд. долара допълнително. В него са построени десетки хотели, ресторанти, стадион с 3000 места, спортни съоръжения и търговски центрове, чиято бройка постоянно се увеличава. Градът се намира на около 700 km западно от Ашхабат. Курортът, който е съвсем близо до най-голямата петролна рафинерия в страната, се простира на площ от 5000 хектара и е с дължина 26 km. В него де планира да бъде построен и седем километров канал.

### Курорти в Иран на Каспийско море
Каспийският бряг на Иран, с трите крайбрежни провинции – Гилян, Голестан, Мазандаран, със своите гъсти гори и оризища ярко контрастира на сухото, пустинно плато във вътрешността на Иран. Много курорти с прилични хотели са разположени по брега на Каспийско море, познат като Персийската Ривиера. Това са градчетата Ноушахр, Рещ, Рамсар, Баболсар и Бандар-е Анзали. В повечето курорти се изисква мъжете и жените да посещават различни плажове, а жените трябва да покриват бедрата и ръцете си дори и във водата. Иранските курорти са подходящи също и за ски туризъм. В планината Алборз може да се карат ски или просто да се катери. Най-големият ски курорт е Дизин, където обаче мъжете и жените използват различни писти. В Шемшак има само една писта и за двата пола, а жените не са длъжни да покриват главите си.
Проблемът на летния туризъм в Иран е, че голяма част от Каспийското крайбрежието е застроено, но въпреки това остава трудно да се намери евтин хотел. Цените на стаите с 2 легла и без баня в Абасабад започват от около 20 евро, което е непосилна цена за 90% от местните, поради което голяма част от местните прекарват почивките си на море в палатки. Извън плажовете е забранено да се разхождаш по бански или дори по къси гащи, защото само след броени минути идват „пазителите на ислямския ред“ и ти правят забележка. Това са същите тези типове, които следят жените да са със забрадки. Жените могат да свалят дрехите си на женския плаж, а той обикновено се намира далеч от мъжкия и от всички страни е заграден с дебел брезент. Много от чужденките, искащи да посетят Иран, се отказват поради задължението да носят забрадка и консервативно облекло. В случай че сте решили да посещавате тази част от Каспийско море, трябва предварително да се запознаете с нормите на исляма.

## Екология
Екологичните проблеми на Каспийско море са свързани със замърсяването на водите в резултат на добива и транспортирането на нефт на континенталния шелф, постъпването на замърсяващи вещества от Волга и другите реки, вливащи се в Каспийско море, човешката дейност в крайбрежните градове, както и озоваването под вода на отделни обекти във връзка с повишението на нивото на водата. Промишленият риболов и процъфтяването на бракониерството водят до чувствително намаляване на популациите на есетрови риби и до необходимостта да се ограничава риболовът и износът на рибни продукти.

## Национален атлас на Русия
- Каспийско море[22]